# Cordillera Satpura
La cordillera Satpura es una cadena de colinas en la zona central de India. La cadena montañosa comienza por el oeste en el extremo este del estado de Gujarat cerca de la costa del mar Arábigo, y se extiende en dirección este a lo largo del límite entre los estados de Maharashtra y Madhya Pradesh hasta Chhattisgarh. Esta cordillera es paralela a la cordillera Vindhya, al norte, y ambas, que se extienden desde el este al oeste, dividen el subcontinente indio en la llanura Indogangética, al norte de India, y la meseta de Decán, al sur. El río Narmada nace en el noreste de Saptura y corre por la depresión entre las cordilleras Satpura y Vindhya, escurriendo las laderas norte de la cordillera  Satpura, fluyendo en dirección oeste hacia el mar Arábigo. El río Tapti tiene sus nacientes en el sector centro-este de la cordillera Satpura, cruza la cordillera en el centro y fluye por las laderas sur de  Satpura hacia el oeste descargando en el Mar Arábigo en Surat, captando el agua del escurrimiento de las laderas centrales y sur de la cordillera Satpura. El río Godavari y sus tributarios desagotan el meseta de Decán, que se encuentra al sur de la cordillera, y el río Mahanadi escurre el sector este de la cordillera. Los ríos Godavari y Mahanadi fluyen hacia la bahía de Bengala. En su extremo este, la cordillera Satpura se encuentra con las colinas de la meseta Chota Nagpur.

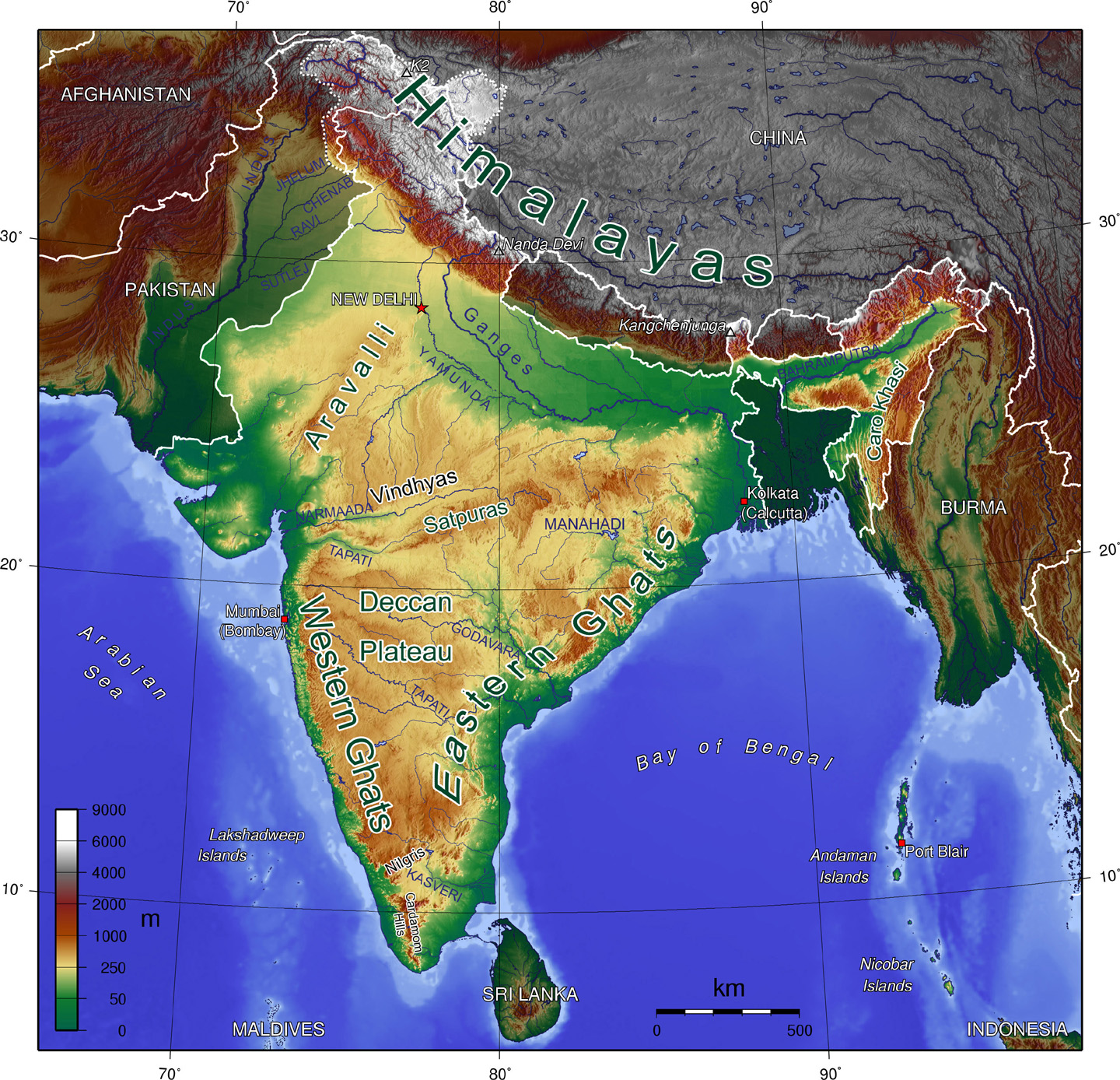
Mapa de India mostrando la ubicación de la Cordillera Satpura.

## Etimología
Satpuda (सातपुडा) es una palabra devanagari que significa 'Siete Montañas' (Sat, 'siete'; pura, 'montaña').

## Geografía
El sector este de la cordillera recibe más lluvias que el sector oeste, y el sector este junto con los Ghats orientales, forman la ecorregión de los bosques de hoja caduca húmedos de las tierras altas orientales. El sector occidental con estación seca de la cordillera, junto con el  valle Narmada y el sector occidental de la cordillera Vindhya, se encuentran en la ecorregión de los bosques secos de hoja caduca del valle Narmada.
Los ríos Narmada y Tapti son los principales ríos que fluyen hacia el mar Arábigo. El Narmada nace en el este de Madhya Pradesh y fluye hacia el oeste cruzando el estado, a través de un estrecho valle entre la cordillera Vindhya y las estribaciones de la cordillera Satpura. Fluye hacia el golfo de Khambhat. El Tapi sigue un curso paralelo aunque más corto, entre 80 km y 160 km al sur del Narmada, a partir de los estados de Maharashtra y Gujarat para desembocar en el golfo de Khambhat.

## Ecología
La mayor parte de la cordillera Satpura era muy boscosa; pero el área ha estado sujeta a una deforestación gradual en las últimas décadas, aunque aún quedan masas importantes de bosques. Estos enclaves forestales proporcionan hábitat a varias especies en peligro y en peligro de extinción, incluido el tigre de Bengala (Panthera tigris), gaur (Bos gaurus), dhole (Cuon alpinus), oso perezoso (Melursus ursinus), chusinga (Tetracerus quadricornis) y cervicabra (Antilope cervicapra).
Sin embargo, Satpura, que ahora es famosa por sus numerosas reservas de tigres, anteriormente era el feudo del salvaje elefante indio y de los leones.
Se han designado varias áreas protegidas en el área, incluidos los parques nacionales de Kanha, Pench, Gugamal y Satpura, la reserva de la Biosfera de Pachmarhi, la reserva de Tigres de Melghat y el bosque de la Reserva de Bori.
La Fundación Satpura, es una organización de base que coordina los esfuerzos de conservación en el área, que continúan enfrentando los desafíos de los proyectos de desarrollo e infraestructura, la tala y la caza furtiva.